# Heathfield (Teignbridge)
Heathfield – osada w Anglii, w hrabstwie Devon. Leży 18,6 km od miasta Exeter, 41,8 km od miasta Plymouth i 270,4 km od Londynu. W 2015 miejscowość liczyła 2138 mieszkańców.